# رودراپور
رودراپور (به انگلیسی: Rudrapur) یک منطقهٔ مسکونی در هند است که در بخش دوریا واقع شده‌است. رودراپور ۳۴٬۰۱۴ نفر جمعیت دارد.